# Сухая Гомольша
Сухая Гомольша (укр. Суха Гомільша) — село,
Нижнебишкинский сельский совет,
Змиёвский район,
Харьковская область.
Код КОАТУУ — 6321783003. Население по переписи 2001 года составляет 25 (11/14 м/ж) человек.

## Географическое положение
Село Сухая Гомольша находится на правом берегу реки Гомольша, которая через 2 км впадает в реку Северский Донец (правый приток), выше по течению Северского Донца на расстоянии в 4 км расположено село Коропово, ниже по течению в 5 км — село Нижний Бишкин, выше по течению реки Гомильша на расстоянии в 7 км — село Великая Гомольша.
К селу примыкает большой лесной массив (дуб).

## Происхождение названия
Село расположено вдоль берега реки Гомольши, которая упоминается в «Книге Большому Чертежу» как Комолша. Вероятно, этот гидроним дал название населённому пункту. Возможно также, что название Гомольша происходит от древнерусского гомыла — «могила», поскольку в окрестностях села известно множество курганов — погребений периода энеолита-средневековья.
В некоторых документах село называют как Сухая Гомельша.

## История
- На протяжении древности и средневековья территорию села населяли носители скифской лесостепной, пеньковской и салтовской археологических культур[4].
- 1618 — дата основания современного села.

## Достопримечательности
- Братская могила советских воинов и партизанки Листопад К. Д. Похоронено 203 воина.
- Археологический комплекс салтовской культуры VIII—IX вв. Сохранились крепость с остатками каменных стен, остатки жилищ и салтовские бескурганные кремационные могильники[5]. Сухогомольшанское городище отмечено в «Книге Большому Чертежу»[6].